# RAYVE
RAYVE是Ray的第一張原創專輯，收錄了13首歌曲。2013年6月5日在RONDO ROBE發售。。

## 概要
這是2012年出道的Ray第一張專輯。除了一如既往由I've擔任製作人外，同是I've所屬的歌手川田真美及前成員之一KOTOKO參與填詞。Ray在這個專輯也首次嘗試作詞。
初回限定盤封入的DVD收錄了「As for me」PV、PV製作花絮、特別焦點(Special Spot)及「sign」「告白」「楽園PROJECT」「Recall」的跳舞版。

## 收錄曲
1. Over ride [4:35]
作詞：川田真美、Ray, 作曲、編曲：中澤伴行
2. 告白 [5:30]
作詞：KOTOKO, 作曲：折戶伸治, 編曲：高瀬一矢
電視動畫『在那個夏天等待』印象曲
同時收錄於折戶伸治的合輯『circle of fifth』內。
3. Party time! [4:30]
作詞：PA-NON, 作曲、編曲：高瀬一矢
4. sign [4:44]
作詞：KOTOKO, 作曲：折戸伸治, 編曲：高瀬一矢
出道主打單曲、電視動畫『在那個夏天等待』片頭曲
5. 向日葵 [5:23]
作詞：川田真美, 作曲、編曲：C.G mix
「sign」的耦合曲（カップリング曲）
6. ひかり [4:43]
作詞：黑崎真音, 作曲、編曲：中澤伴行
PSP遊戲片尾曲
先行收錄於2013年7月25日發售的遊戲內、後來亦收錄於同年7月31日發售的遊戲主題歌集。
7. 凪-nagi- [4:40]
作詞：川田真美, 作曲：中澤伴行 ,編曲：中澤伴行、尾崎武士
電視動畫『来自风平浪静的明天』印象曲
8. 楽園PROJECT [4:54]
作詞：PA-NON,作曲、編曲：高瀬一矢
電視動畫『出包王女』第三季主題曲
9. baby♡macaron [5:00]
作詞：KOTOKO,作曲、編曲：C.G mix
10. Sweet days [3:49]
作詞：PA-NON,作曲、編曲：尾崎武士
11. Recall [4:25]
作詞：川田真美,作曲、編曲：井内舞子
PSP遊戲『AMNESIA』動畫化作品的片尾曲。
12. Altair [4:05]
作詞：天元突破,作曲、編曲：中澤伴行
13. As for me [4:47]
作詞：KOTOKO,作曲、編曲：高瀬一矢